# Citizenfour
Citizenfour ist ein oscarprämierter Dokumentarfilm von Laura Poitras über den US-amerikanischen Whistleblower Edward Snowden und die durch ihn aufgedeckte globale Überwachungs- und Spionageaffäre. Der Titel des Films bezieht sich auf das Pseudonym, das Edward Snowden verwendete, als er erstmals über die Abhörpraktiken der National Security Agency berichtete.

## Handlung
Im Januar 2013 erhielt Laura Poitras die verschlüsselte E-Mail eines Unbekannten, der sich Citizen Four nannte. Darin bot er ihr Insider-Informationen über illegale Abhörpraktiken der NSA und anderer Geheimdienste an. Poitras arbeitete damals bereits mehrere Jahre an einem Film über Abhörprogramme in den USA, die in Folge der Terroranschläge am 11. September 2001 gestartet worden waren. Im Juni 2013 flog sie mit dem investigativen Journalisten Glenn Greenwald sowie dem Geheimdienstreporter des Guardian Ewen MacAskill und ihrer Kamera nach Hongkong zum ersten Treffen mit dem Unbekannten, der sich als Edward Snowden zu erkennen gab. Etliche weitere Treffen folgten. Die dabei gemachten Aufnahmen bilden die Basis des Films.

## Produktion
Als Produktionsfirma ist Praxis Films an der Herstellung des Dokumentarfilms beteiligt gewesen. Die koproduzierenden deutschen Sender sind Norddeutscher Rundfunk und Bayerischer Rundfunk. Für den Filmverleih im Kino sind die Firmen RADiUS-TWC in den Vereinigten Staaten, Britdoc Foundation in Großbritannien und Piffl Medien in Deutschland verantwortlich. Die Ausstrahlungsrechte für das Fernsehen erhielten Channel 4 (Vereinigtes Königreich), HBO Documentary Films (USA) und ARD (Deutschland).
Der Film wurde unter dem Arbeitstitel The Program begonnen. Dieser stellte den dritten Teil einer Trilogie dar, die sich mit den Facetten und Auswirkungen des Krieges gegen den Terror beschäftigt. Den Auftakt bildete My Country, My Country und der zweite Teil wurde unter dem Titel The Oath veröffentlicht.
Die Dreharbeiten begannen im Juni 2013 in einem Hotelzimmer des Mira Hotels in Hongkong. Im Mittelpunkt dieser dokumentarischen Aufnahmen stehen Edward Snowden, Glenn Greenwald und Ewen MacAskill.

## Veröffentlichung
Die internationale Filmpremiere fand am 10. Oktober 2014 in den Vereinigten Staaten beim New York Film Festival statt. In Europa wurde der Dokumentarfilm am 17. Oktober beim London Film Festival erstmals gezeigt. Die Erstaufführung in Deutschland war am 27. Oktober im Rahmen des Leipziger Filmfestivals. Die Regisseurin Laura Poitras war im Hamburger Abaton-Kino bei einem Preview am 4. November und am 5. November bei der offiziellen Deutschland-Premiere im Kino International anwesend. In deutschen Kinos lief der Film seit dem 6. November 2014.
Der öffentlich-rechtliche Sender Das Erste zeigte am 23. November 2015 als deutsche Fernsehpremiere die Voice-over-Fassung der Dokumentation. Deutsche Sprecher waren u. a. Markus Haase für Edward Snowden, Najima El Moussaoui für Laura Poitras und Philipp Schepmann für Glenn Greenwald.

## Rezeption
Das internationale Kino- und Festivalpublikum bewertete den Film mehrheitlich positiv, in der IMDb erhielt er 8,1 von 10 Sternen (Stand Januar 2016).
Die New York Times sieht eine gewichtige Stärke des Films im Verständlichmachen der Hintergründe des NSA-Überwachungs-Skandals von 2013 und 2014, ebenso der Motive seines Enthüllers Edward Snowden. In einem weiteren Artikel feiert die New York Times den Film als spannenden und beängstigenden Thriller, Horrorfilm und eine Fabel über das digitale Zeitalter mit der Konfrontation des Individuums mit dem Staat und betont dabei, dass es bisher kein Film wie dieser schaffte, dieses Bild eines allumfassenden und beinahe allmächtigen Staates, wie er durch den NSA-Überwachungs-Skandal ans Licht kam, zu skizzieren.
Die britische Tageszeitung The Guardian lobt den Film als wichtiges und mutiges Aufklärungswerk zur Stärkung von Demokratie und Menschenrechten und gibt anschließend zu bedenken, dass es in der Hand und Macht der Bürger liegt, sich gegen die Totalüberwachung und Kontrolle durch die Mächtigen zu wehren: “Maybe we all need to think again. Citizenfour is a gripping record of how our rulers are addicted to gaining more and more power and control over us – if we let them.”
Die britische BBC zeigt sich beeindruckt vom Film, als ihrer Meinung nach wichtigstem Dokumentarfilm des Jahres 2014.
Ebenso lobte Richard Corliss vom US-amerikanische Nachrichtenmagazin TIME den Film und schreibt dem Film eine zentrale Aufklärungs- und Informationsfunktion über die allumfassende Abhörpraxis der US-Regierung zu.
Sascha Westphal von epd Film vergab 3 von 5 Sternen und urteilte: „Der Film provoziert keinen Aufstand. Man kann sich nicht einmal sicher sein, ob die Geschichte eines Einzelnen, der sich gegen die Macht stellt, tatsächlich so etwas wie Vorbildcharakter erhält. Obwohl Laura Poitras selbst immer wieder überwacht wurde und deswegen nach Berlin gezogen ist, werden der Schrecken und die Gefahren einer kafkaesk gewordenen Realität, in der die NSA und andere Geheimdienste praktisch die gesamte Menschheit unter Generalverdacht stellen, kaum greifbar.“

## Auszeichnungen
- Oscar 2015 in der Kategorie Dokumentarfilm
- British Academy of Film and Television Arts Award, Bester Dokumentarfilm[14]
- Directors Guild of America, Herausragende Regieleistung für einen Dokumentarfilm[15]
- Gotham Award, Bester Dokumentarfilm[16]
- International Documentary Association, Bester Langfilm[17]
- Motion Picture Sound Editors, Bester Dokumentarfilm[18]
- Filmpreis ‘Leipziger Ring’[19]
- Cinema Eye Honors für herausragende Leistungen für nicht-fiktionales Filmemachen, Regie, Schnitt, Produktion[20]
- Santa Barbara International Film Festival, Herausragende Regieleistung des Jahres[21]

Bester Dokumentarfilm 2014: 
- Austin Film Critics Association
- Boston Film Critics
- Detroit Film Critics Society
- Houston Film Critics Society
- Iowa Film Critics
- Kansas City Critics Circle
- London Film Critics Circle
- Los Angeles Film Critics Association
- National Society of Film Critics (U.S.)
- New York Film Critics Circle
- San Francisco Film Critics Circle
- San Diego Film Critics Society
- St. Louis Film Critics Association
- Utah Film Critics Association
- Women Film Critics Circle

Bester Dokumentarfilm 2015: 
- Deutscher Filmpreis 2015

## Nominierungen
- Independent Spirit Awards, Bester Dokumentarfilm[22]
- American Cinema Editors, Bester Schnitt in einem Dokumentarfilm[23]
- Washington, D.C. Area Film Critics, Bester Dokumentarfilm
- Chicago Film Critics Association, Bester Dokumentarfilm
- Satellite Awards, Bester Dokumentarfilm, Bester Film[24]
- Deutscher Filmpreis 2015: drei Nominierungen